# Linda Sikhakhane

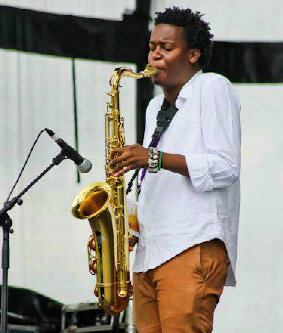
Linda Sikhakhane

Linda Sikhakhane (* 14. Juni 1992 in Umlazi, Durban) ist ein südafrikanischer Jazzmusiker (Tenor- und Sopransaxophon, Komposition).

## Leben und Wirken
Sikhakhanes Liebe zur Musik, insbesondere zum Jazz, wurde schon in jungen Jahren geweckt und er erhielt Musikunterricht unter der Anleitung von Brian Thusi und Khulekani Bhengu. Ab 2010 studierte er Musik an der University of KwaZulu-Natal (UKZN), an der er 2012 ein Diplom in Jazz und Popmusik erwarb. Anschließend arbeitete er in Johannesburg mit Nduduzo Makhathini, zu hören auf dessen Alben Mother Tongue (2014), Modes of Communication: Letters from the Underworlds (2020)  und In the Spirit of Ntu (2021). Des Weiteren gründete er mit zwei Jugendfreunden das H3-Bläserensemble.
Nachdem er 2016 als Sieger aus dem SAMRO Overseas Scholarship Wettbewerb hervorgegangen war, studierte er 2017 bis 2020 an der New School in New York. Hier wurde er von Jazzgrößen wie Billy Harper, Reggie Workman, David Schnitter und Charles Tolliver betreut. Während seines Studiums in New York nahm er an Sessions teil und trat regelmäßig in den Jazzclubs der Stadt auf, darunter der Smalls, Dizzy’s Club, Fat Cat, Club Bonafide und die Zinc Bar. Im Laufe seiner Karriere hat er mit Musikern wie Sibongile Khumalo, Khaya Mahlangu, Gregory Porter, Rodney Kendrick, Rhonda Ross Kendrick, Logan Richardson, Derrick Hodge, Ted Daniel, Thandiswa Mazwai, Herbie Tsoaeli und Thandi Ntuli gearbeitet.
Unter eigenem Namen spielte Sikhakhane nach seinem von der Kritik gefeierten Debütalbum Two Sides, One Mirror als Teil seines Senior Recitals an der New School in New York An Open Dialogue (Live in New York) ein. Nach Ansicht von Dan Bilawsky, der dieses Album in All About Jazz rezensierte, eröffne An Open Dialogue ein Gespräch über Klang, Kultur und die inneren Wahrheiten darüber, „was es bedeutet, auf beiden Seiten des Schwarzen Atlantiks [dieses] Werk zu schaffen.“ Dabei stütze er sich auf die „die klangliche Weisheit“ seiner Haupteinflüsse John Coltrane und Winston Mankunku Ngozi, während er sich zugleich auf Strömungen beziehe, wie sie von Künstlern wie Nduduzo Makhathini vertreten werden, der das Album auch produziert habe. Die Veröffentlichung des Projekts fiel mit der Wahl von Linda Sikhakhane zum Künstler des Monats von Apple Music (November 2020) zusammen . An Open Dialogue wurde bei den South African Music Awards in der Kategorie Bestes Jazzalbum nominiert.
In Basel entstand sein drittes Album Isambulo, an dem Lucca Fries, Fabien Iannone, Jonas Ruther sowie El Hadji Ngari Ndong neben Gästen wie Matthias Spillmann und die Vokalisten Anna Widauer und Paras beteiligt waren; Isambulo wurde 2022 bei Ropeadope veröffentlicht.

## Diskographische Hinweise
- An Open Dialogue (Live in New York) (2020, mit Lesedi Ntsane, Redi Fernandez, Lex Korten, Jude Van der Wat, Zwelakhe Duma Le Pere, Alon Benjamini, Gontse Makhene, Sakhile Moleshe, sowie Mabeleng Moholo und Nduduzo Makhathini)
- Isambulo (Ropeadope 2022)
- Iladi (Blue Note Records, 2024)